# Bassas da India
Bassas da India is een onbewoond atol van 0,2 km². Het centrum van het atol wordt gevormd door een vulkanische rots die alleen tijdens laag water boven water komt. Bassas da India wordt omringd door riffen en ligt aan de Oost-Afrikaanse kust in Straat Mozambique, tussen Madagaskar en Mozambique.
Het atol is ontdekt door de Portugees Consuales. Op 31 oktober 1897 eiste Frankrijk dit atol op en het wordt sindsdien beheerd door een gezant van de republiek die in Réunion verblijft. Het atol wordt niet als onderdeel van de republiek gezien, maar als eigendom van de staat. Bassas da India wordt eveneens geclaimd door buurland Madagaskar.
Op de rotsen liggen nog steeds een aantal ankers van vergane schepen die hier in de loop van de eeuwen op de klippen liepen. Deze ankers komen bij laagtij boven water. De lagune wordt als een soort kraamkamer voor galapagoshaaien gezien. Het is een beschut gebied waar de haaien blijven tot ze groot genoeg zijn.

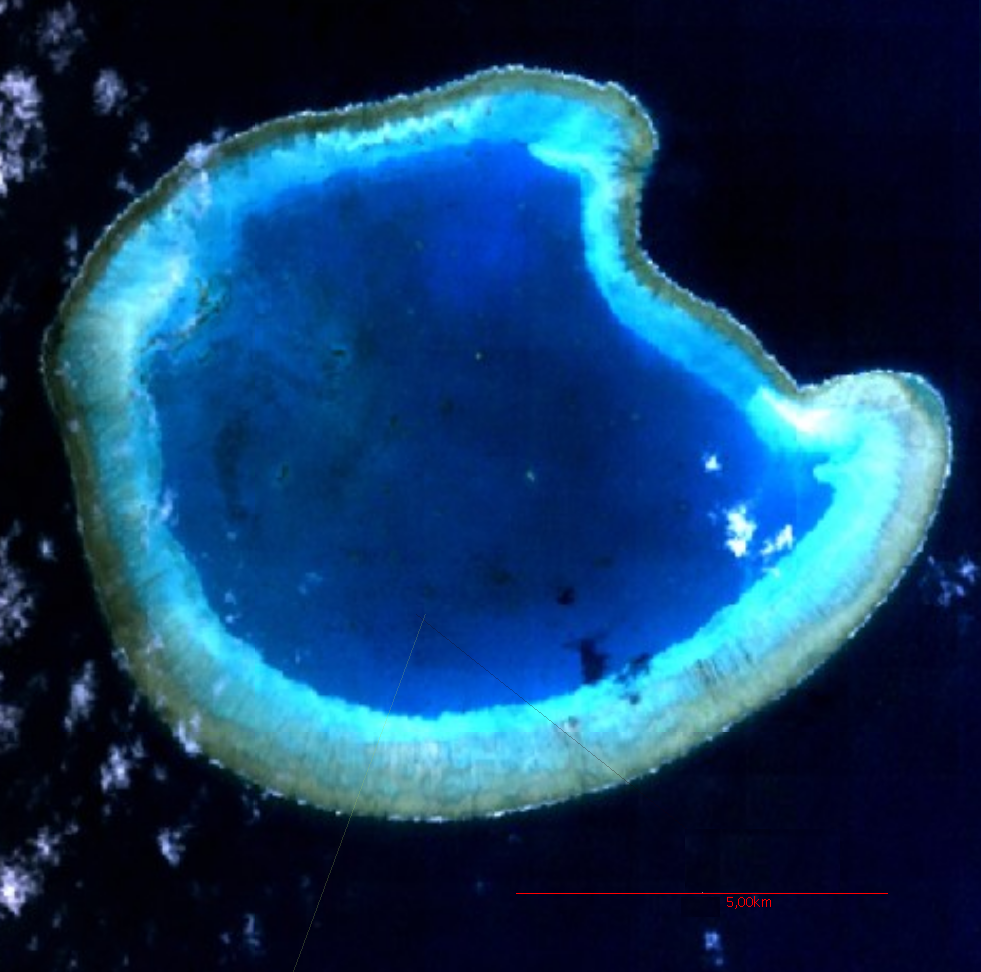
Satellietfoto door Landsat 7.

Bassas da India · Europa · Juan de Nova · Glorieuzen · Tromelin